# Межев
Меже́в (фр. Megève) — коммуна во французском департаменте Верхняя Савойя, регион Овернь — Рона — Альпы, на самой границе с департаментом Савойя. Административно входит в кантон Салланш префектуры Бонвиль.

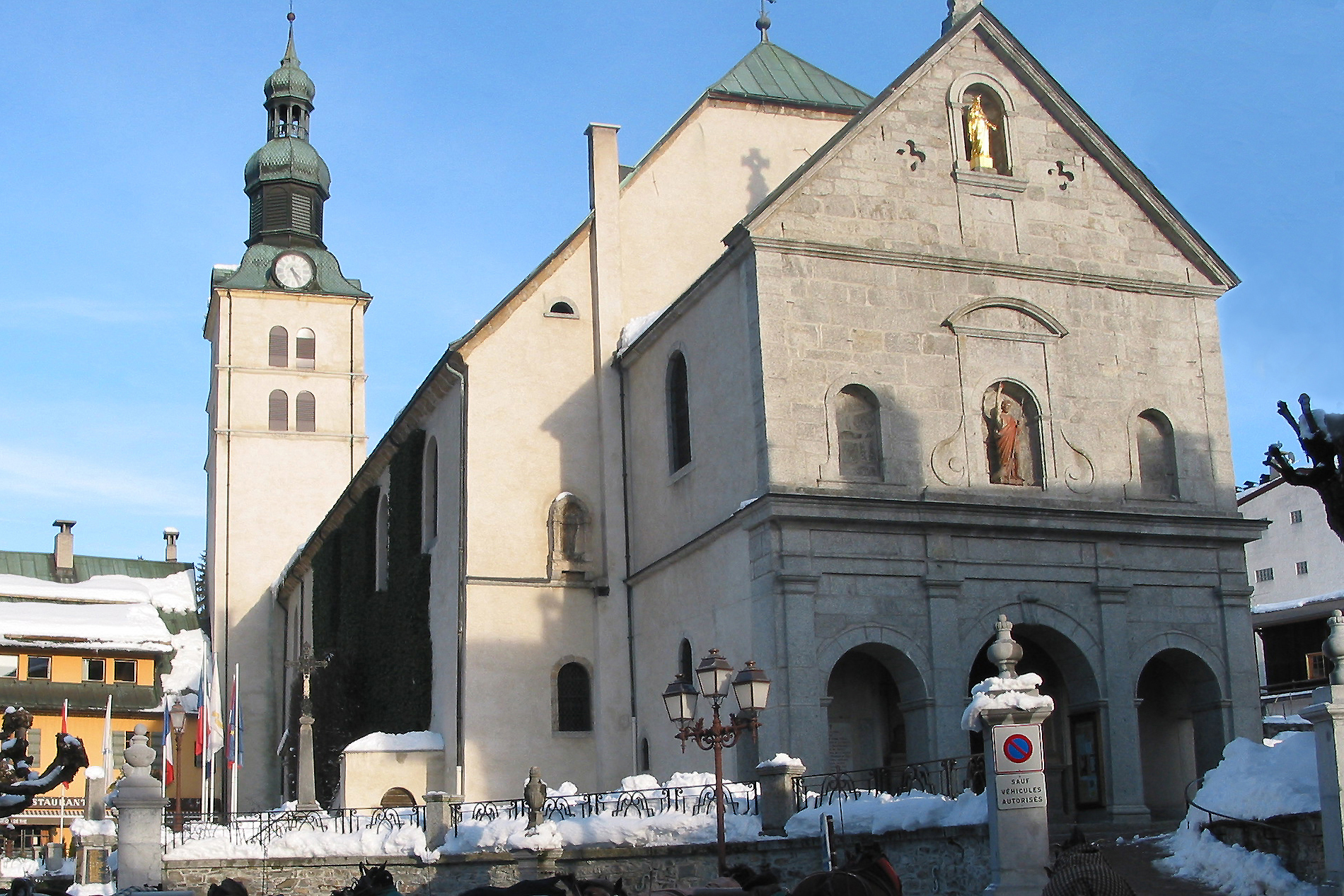
Церковь св. Иоанна Крестителя в Межеве

Население на 2020 год составляет 2999 человек, площадь коммуны — 44,1 км². Плотность населения — 88 человек на 1 км². Высота Альп в пределах коммуны достигает 2350 м.

## Туризм
Межев известен как один из популярных лыжных курортов Европы. Индустрия туризма здесь начала развиваться с 1913 года, когда в Межев открылся Офис дю Туризм (фр. Office du Tourisme — информационное бюро для туристов). Однако подлинный бум начался после того, как барон Мори́с де Ротшильд и баронесса Ноэми де Ротшильд, желавшие сделать из французской станции достойного конкурента престижнейшему швейцарскому курорту Санкт-Мориц, построили в этом местечке в Савойских Альпах первый отель класса «люкс» в 1921 году. С 1950-х годов Межев становится местом отдыха знаменитостей, увлекающихся зимними видами спорта.
Межев и его лыжни (Лё Мон д’Арбуа, Ля Принсесс, Лё Жайе, Рошбрюн, Ля Кот 2000 вместе со станциями Combloux, la Giettaz, Saint-Gervais, Saint Nicolas de Véroce и les Contamines образует единую область катания Эвазьон Мон Блан (фр. Evasion Mont Blanc) из 219 трасс длиной около 450 км с великолепной панорамой на Монблан и 107 подъёмниками.
Начиная с зимнего сезона 2009-10, подъёмники Пти Рошбрюн и Гран Шан оборудованы специальной системой безопасности Магнестик (Magnestick). Она позволяет детям использовать кресельные подъёмники в условиях повышенной безопасности: благодаря особому жилету и встроенному в кресло магниту, юные лыжники надёжно пристёгнуты к креслу во время подъёма. Такая система уже действует с сезона 2007-08 на других французских горнолыжных станциях, например Куршевель.

Станция предлагает разные по сложности горнолыжные трассы, из которых чёрных 23, красных 60, голубых 50 и зелёных 29. Для новичков трасса Мандарин даёт возможность научиться кататься на лыжах в адаптированных условиях, а для профессионалов острые ощущения гарантируют трассы повышенной сложности (Розай и Ля Принсесс Нуар). Максимальная высота 2525 м. Преимущество невысокого месторасположения станции: ели, растущие вдоль трасс, позволяют при желании разнообразить катание и проезжать между деревьев. 

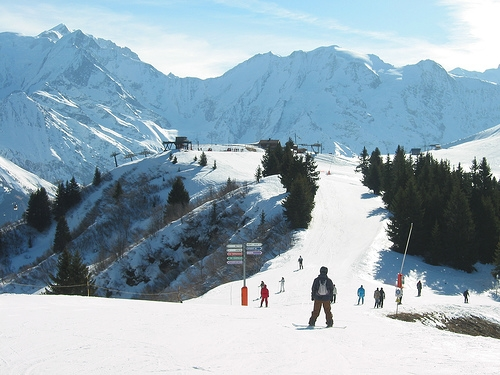

Множество горных и равнинных маршрутов предлагаются любителям беговых лыж и снегоступов. Среди зимних развлечений имеются также сноупарк со звуковыми эффектами и оборудованием для хафпайпа, пирамидами, два катка, бассейны, поло и гольф на снегу.
В Межев находится одна из престижнейших в Европе лыжных школ.

## Спорт
В городе прошёл в 1976 году первый юниорский чемпионат мира по фигурному катанию. Далее ещё трижды каток принимал юниорские чемпионаты мира. Неоднократно здесь проходили чемпионаты Франции по фигурному катанию.

## Экология
Заботе об окружающей среде и соблюдению норм экологического менеджмента станция уделяет большое внимание. Из года в год проводится акция «Межев без машин», поощряющая использование общественного транспорта. Бесплатный автобус каждые 20 минут отвозит лыжников к трассам.